# Lijst van personen uit Kiev
Deze lijst geeft een overzicht van personen die geboren zijn in de Oekraïense hoofdstad Kiev en een artikel hebben op de Nederlandstalige Wikipedia. De lijst is gerangschikt naar geboortejaar.

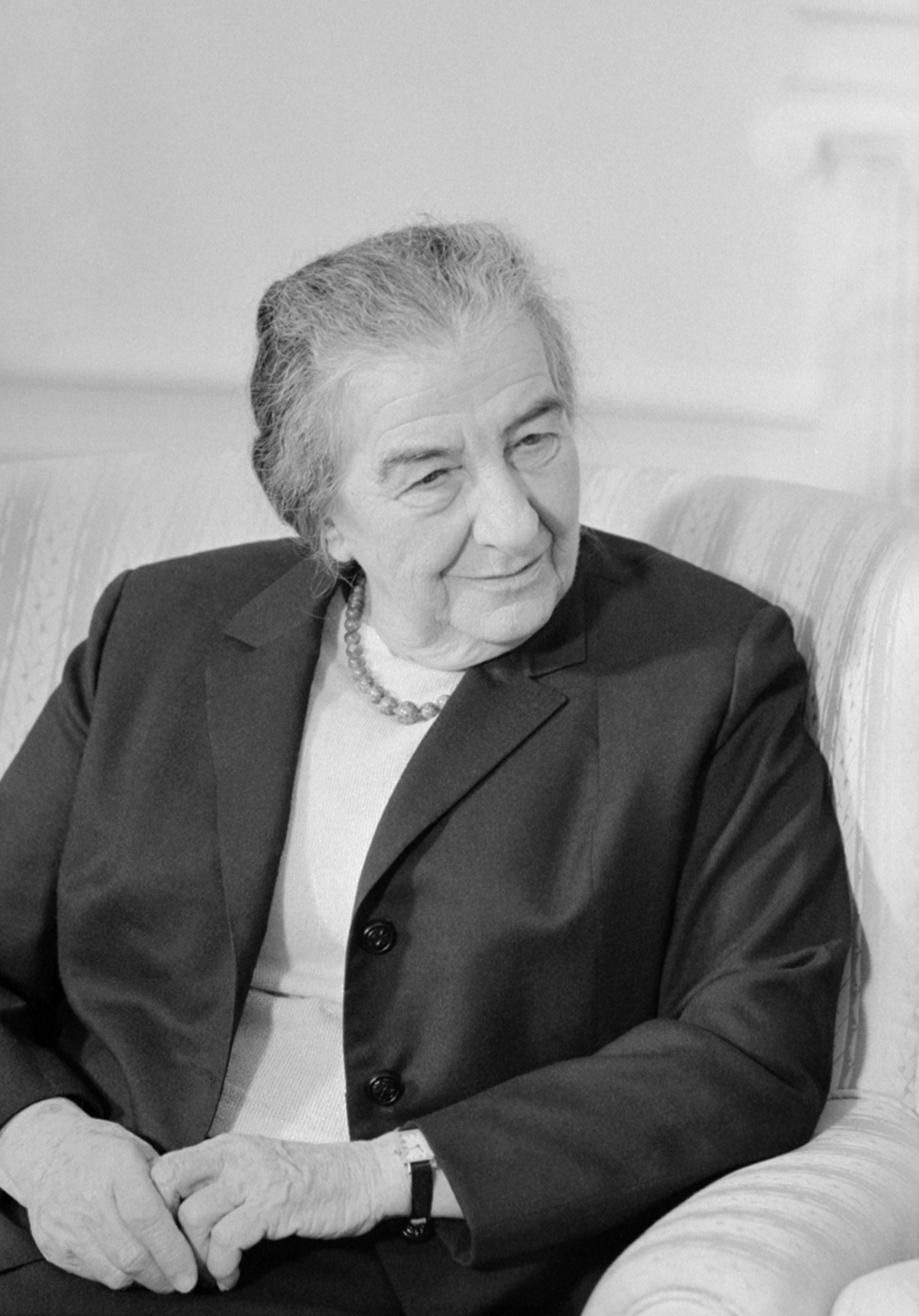
Premier Golda Meïr (1898-1978)

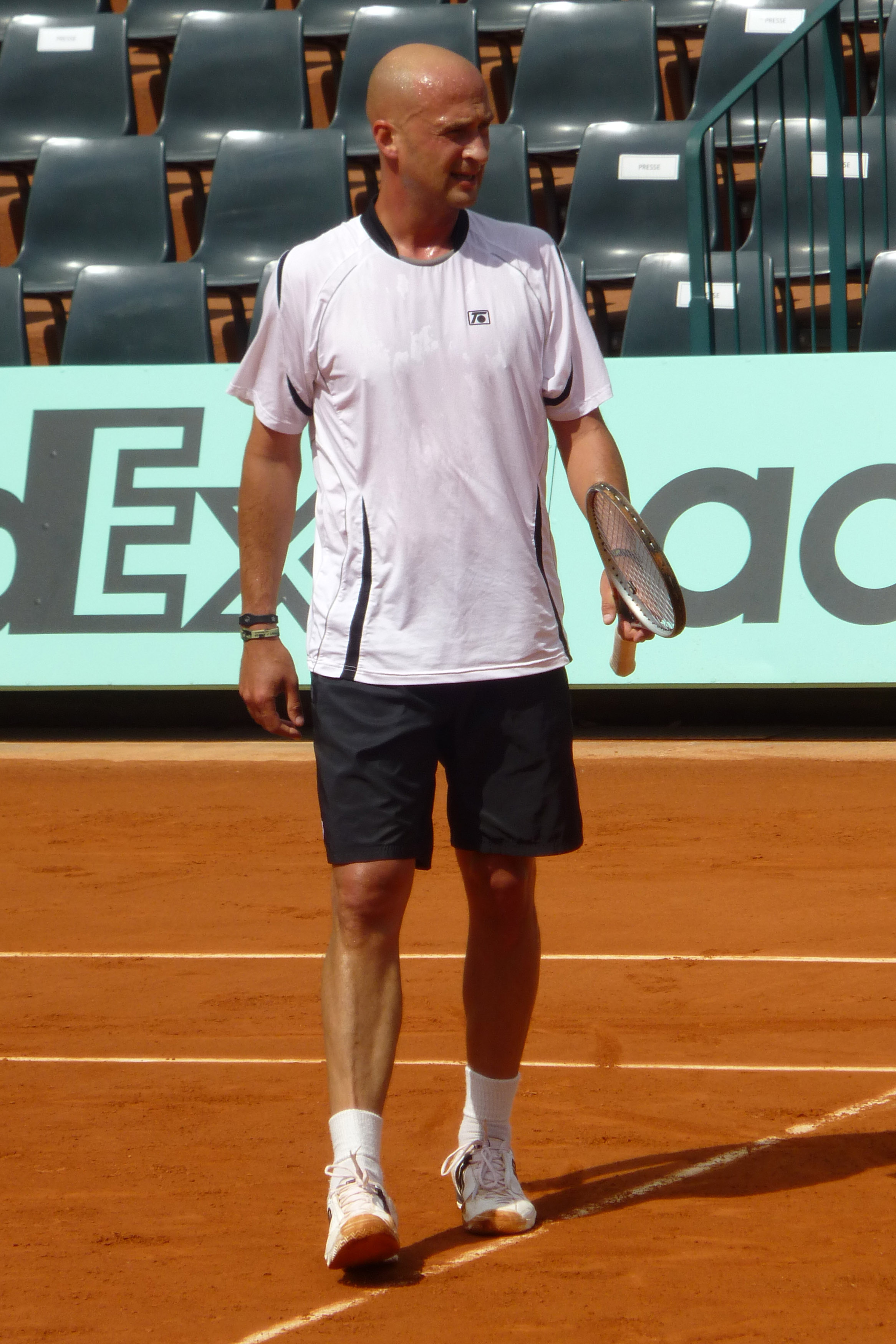
Tennisser Andrej Medvedev (1974)

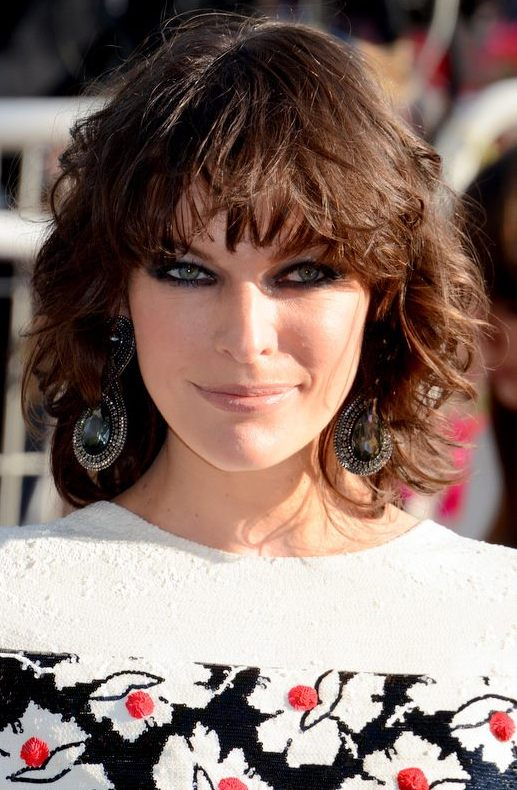
Actrice Milla Jovovich (1975)

## Geboren in Kiev

### Vóór 1000
- Jaroslav de Wijze (978-1054), alleenheerser van het Kievse Rijk

### 1000–1799
- Anna van Kiev (1036-1075/1078), tweede echtgenote van Hendrik I van Frankrijk
- Eupraxia van Kiev (11e-12e eeuw), keizerin-gemalin van het Heilige Roomse Rijk
- Dobrodjeja van Kiev ook Eupraxia genoemd (12e eeuw), medekeizerin-gemalin van het Byzantijnse Rijk

### 1800–1899
- Mykola Pymonenko (1862-1912), kunstschilder
- Aleksandr Trepov (1862-1928), premier van Rusland
- Lev Sjestov (1866-1938), Russisch filosoof
- Nikolaj Berdjajev (1874-1948), Russisch filosoof
- Reinhold Glière (1875-1956), componist
- Tatiana Afanassjewa, Tatiana Ehrenfest-Afanassjewa (1876–1964) Russisch-Nederlandse wiskundige, natuurkundige, didacticus en architect
- Kazimir Malevitsj (1879-1935), kunstschilder
- Sigizmund Krzizjanovski (1887-1950), Russisch schrijver van Poolse afkomst
- Alexander Archipenko (1887-1964), Oekraïens-Amerikaans avant-gardistisch kunstenaar, beeldhouwer en grafisch ontwerper
- Vaslav Nijinsky (ca. 1889-1950), Russisch balletdanser
- Ilja Ehrenburg (1891-1967), Russisch schrijver en journalist
- Michail Boelgakov (1891-1940), Russisch schrijver
- Victor Tourjansky (1891-1976), Russisch acteur, scenarioschrijver en filmregisseur
- Golda Meïr (1898-1978), premier van Israël

### 1900–1949
- Anatole Litvak (1902-1974), Amerikaans filmregisseur
- Vladimir Horowitz (1903-1989), Russisch-Amerikaans pianist
- Irène Némirovsky (1903-1942), Frans schrijfster van Russisch-Joodse afkomst
- Aleksander Ford (1908-1980), Pools filmregisseur
- Nicolas Rossolimo (1910-1975), Frans-Amerikaans schaker
- Makar Hontsjarenko (1912-1997), Sovjet-Oekraïens voetballer
- Ephraim Katzir (1916-2009), Israëlisch biofysicus en president van Israël
- Ninel Kroetova (1926), schoonspringster
- Leonid Bronevoj (1928-2017), acteur
- Jevgeni Primakov (1929-2015), Russisch politicus
- Misha Mengelberg (1935-2017), Nederlands pianist en componist
- Andrij Biba (1937), voetballer en trainer
- Vadym Hladoen (1937-2024), basketballer
- Volodymyr Vasylenko, (1937-2023), hoogleraar, diplomaat en rechter
- Igor Ter-Ovanesjan (1938), Sovjet-Russisch atleet
- Valerij Lobanovskyj (1939-2002), voetbaltrainer
- Sergej Ivanovitsj Grigorjants (1941-2023), Armeens-Oekraïens literair geschiedkundige, mensenrechtenactivist en dissident
- Anatolij Bysjovets (1946), voetballer en coach
- Semjon Mogilevitsj (1946), Russisch zakenman en onderwereldfiguur
- Vjatsjeslav Semjonov (1947-2022), voetballer

### 1950-1999
- Oleh Blochin (1952), voetbalcoach en voormalig voetballer
- Oleksij Mychajlytsjenko (1963), Sovjet-Oekraïens voetballer en voetbalcoach
- Ilia Volok (1964), (stem)acteur
- Elena Sedina (1968), Italiaans schaakster
- Andrej Medvedev (1974), tennisser
- Kirill Dmitriëv (1975), Russische CEO van het Russische investeringsfonds RDIF
- Milla Jovovich (1975), Amerikaans actrice
- Oleksandr Sjovkovskyj (1975), voetballer
- Alexander Vindman (1975), Amerikaans militair officier, diplomaat, en national security officer
- Olena Krasovska (1976), hordeloopster
- Vadym Malachatko (1977-2023), schaker
- Olena Vasylivna Mjagkych (1978), langebaanschaatsster
- Mikola Chrjapa (1979-2024), basketbalspeler
- Gaitana (1979), zangeres
- Oleksandr Koetsjer (1982), voetballer
- Elena Baltacha (1983-2014), Engels tennisster
- Anna Bezsonova (1984), ritmisch gymnaste
- Aliona Savchenko (1984), Duits-Oekraïens kunstschaatsster
- Maryna Viazovska (1984), Oekraïens wiskundige
- Anton Kovalevski (1985), kunstschaatser
- Joelija Belohlazova (1987), kunstschaatsster
- Denys Boyko (1988), voetballer
- Oleksij Bytsjenko (1988), Oekraïens-Israëlisch kunstschaatser
- Oleksandr Dolgopolov (1988), tennisser
- Kataryna Dolzjikova (1988), schaakster
- Dimitrij Ovtcharov (1988), tafeltennisser
- Oleksij Derevinskyj (1989), voetbalscheidsrechter
- Roman Zozoelja (1989), voetballer
- Jevhen Makarenko (1991), voetballer
- Oleksandr Andrijevskyj (1994), voetballer
- Ivanna Sakhno (1997), actrice

### 2000-heden
- Oleksandr Syrota (2000), voetballer
- Illya Zabarnyi (2002), voetballer